# Gino Clara
Gino Agustín Clara (* 26. Mai 1988 in Avellaneda) ist ein ehemaliger argentinischer Fußballspieler, der hauptsächlich als Stürmer eingesetzt wurde.

## Karriere
Gino Clara begann seine Profikarriere 2010 bei Huracán und wechselte nach einem halben Jahr nach Chile zu Unión San Felipe, das ihn direkt an den CSD Colo-Colo verlieh. Die hohen Erwartungen konnte der Angreifer nicht erfüllen und anschließend wurde er an die Rangers de Talca verliehen. 2011 kehrte er nach Argentinien zurück, wo er sich CA Independiente anschloss, allerdings einen Großteil seiner Zeit verliehen wurde. 2015 versuchte er in Italiens fünfter Liga bei Agropoli Fuß zu fassen, kehrte aber nach nur einem Jahr in seine Heimat zurück, wo er in unteren Ligen des Landes aktiv war. 2019 lief er für Huracán Rivadavia auf und wechselte 2020 zu Avilés Industrial de Tarija in Boliviens zweiter Liga. Dort war er bis 2021 und verbrachte weitere Jahre in Argentiniens Amateurfußball, ehe er sich im Alter von 35 Jahren komplett vom Fußball zurückzog.